# 雅芳河 (沃里克郡)
雅芳河（/ˈeɪvən/ AY-vən 或 /ˈeɪvɒn/ AY-von；港译雅芳河，台译艾芬河），是英国英格蘭河流，穿过莱斯特郡、北安普敦郡、沃里克郡、伍斯特郡和格洛斯特郡。因同名河流较多，英国国内又称其为上艾芬河、沃里克郡艾芬河和莎士比亚的艾芬河，河流全长154公里。

## 延伸阅读
- DAVIES JAMIE（1996年），《Shakespeare's Avon the History of a Navigation》，出版社：Oakwood Press，ISBN 0853614903。